# Ariosofi
Ariosofi er en semi-religiøs strømning, der blandt andet er inspireret af teosofien, okkultismen og esoterismen. Den indeholder en tro på ariernes overlegenhed, og på et oprindeligt urhjem som f.eks. Hyperborea, Atlantis, Thule eller Shambala. 
Begrebet anvendes første gang af Jörg Lanz von Liebenfels i 1915, og har efter sigende påvirket den senere nationalsocialistiske ideologi og racelære. 

## Ariosoffer
- Guido von List
- Herman Wirth
- Karl Maria Wiligut
- Rudolf von Sebottendorff (1875-1945)
- Rudolf Mund
- Karl Haushofer

## Ariosofiske grupper
- Germanenorden
- Armanenorden
- Thuleselskabet

| Religion | Spire Denne religionsartikel er en spire som bør udbygges. Du er velkommen til at hjælpe Wikipedia ved at udvide den. |